# شقائق حلزونية
الشقائق الحلزونية (الاسم العلمي:Spirularia) هي رتيبة من اللاسعات تتبع رتبة الشقائق الأسـطوانية وأشباهها من طائفة الزهريات الشعاعية.

## التصنيف
- الشقائق الأسـطوانية